# De Wautier

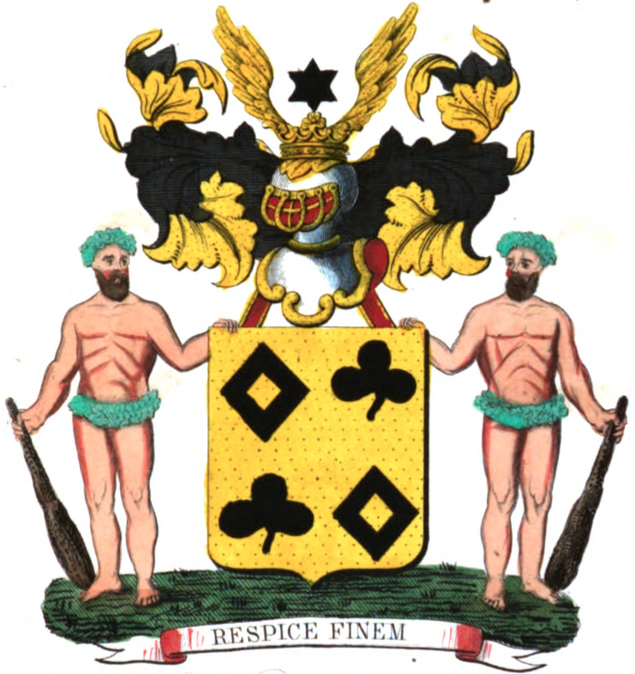
Wapen van de familie de Wautier

De Wautier was een familie van Zuid-Nederlandse adel.

## Genealogie
- Jean-Baptiste Wautier (1701-1773), x Marie-Emmanuelle van der Veken (†1766)
  - Joseph de Wautier (1722-1799), x Thérèse Veranneman (1730-1799)
    - Charles-Albert de Wautier (1757-1843), officier achtereenvolgens in dienst van Oostenrijk en Frankrijk, x Marie-Elisabeth de Fraye (1764-1790)
      - Prosper de Wautier (zie hierna)

  - Adrien de Wautier (1724-1789), x Angelique Beydens (1735-1818)
    - Auguste de Wautier (zie hierna)

  - Michel de Wautier (1733-1800), x Marie de Boscheron (1744-1818)
    - François de Wautier (zie hierna)

## Prosper de Wautier
- Joseph Prosper de Wautier (Brussel, 25 augustus 1788 - Nieuwerkerken, 18 juni 1866) werd in 1860 erkend in de erfelijke adel, met de titel graaf, overdraagbaar bij eerstgeboorte. Hij trouwde met Eugénie Roelants (1798-1874) en ze kregen zeven kinderen, onder wie vijf zoons, die echter niet voor nageslacht zorgden.

## Auguste de Wautier
- Auguste Joseph Antoine Philippe de Wautier (Gent, 21 augustus 1777 - Longchamps, 27 januari 1848) was officier bij de Oostenrijkse huzaren. Hij werd in 1827 erkend in de erfelijke adel. Hij werd Belgisch senator. Hij trouwde met barones Leopoldine de Honrichs de Wolfswarffen (1790-1869). Ze kregen drie kinderen.
  - Antoine de Wautier (1815-1873) trouwde met zijn nicht Octavie de Wautier (1826-1882), dochter van Prosper de Wautier (hierboven).
    - Ernest de Wautier (1855-1906), trouwde met Adèle Minette (1859-1912).
      - William de Wautier (1886-1929) trouwde met gravin Marie-Henriette de Pinto (1886-1922) en in tweede huwelijk met gravin Marie-Josèphe de Pinto (1896-1981). Hij kreeg zeven kinderen uit het eerste en twee uit het tweede bed (drie zoons en zes dochters). De dochters trouwden adellijk met leden uit de families de Pierpont, Gillès de Pélichy, de Theux de Meylandt et Montjardin, Ullens de Schooten, Beeckmans de West-Meerbeeck, Janssens de Varebeke en de Meeûs d'Argenteuil.
        - Jean de Wautier (1920-2004) werd benedictijn in de abdij van Keizersberg en vervolgens trappist in de Abdij op de Katsberg in Godewaarsvelde. Hij overleed als laatste naamdrager de Wautier.

De laatste naamdrager was Jean de Wautier (Clavier, 20 februari 1920 - Godewaarsvelde, 4 januari 2004), trappist in de Abdij op de Katsberg onder de naam Marie-Robert. In 1941 werd hij monnik bij de benedictijnen van de Abdij van Keizersberg in Leuven, waar hij in 1946 tot priester werd gewijd. In 1955 trad hij in bij de trappisten van de Abdij op de Katsberg. Hij bleef niet in de abdij, maar werd ingezet in Madagaskar en in Zwitserland. Vanaf 1999 was hij terug in zijn abdij, waar hij enkele jaren later, tijdens een gebedsuur, plots overleed.

## François de Wautier

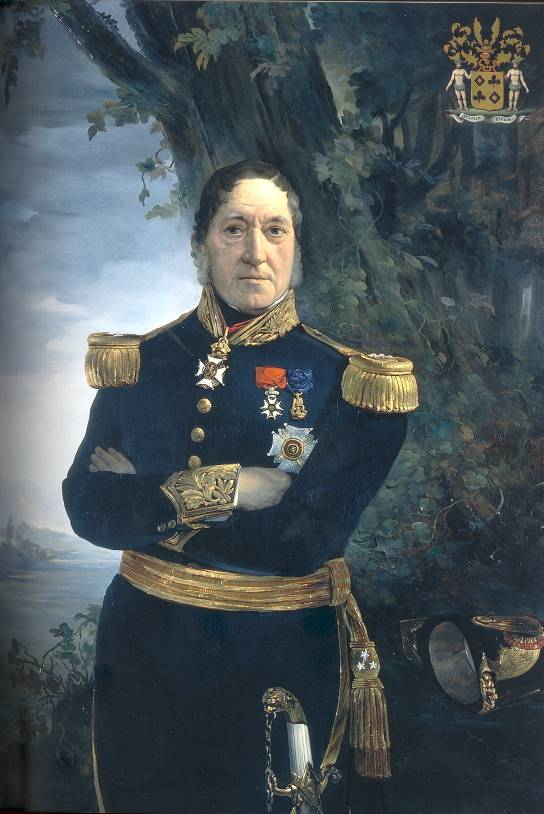
Portret van François-Xavier de Wautier door Désiré Donny.

- François-Xavier de Wautier (Laken, 26 juni 1777 - Sint-Joost-ten-Node, 23 januari 1872) werd luitenant-generaal en burgemeester van Hofstade. In 1823 werd hij erkend in de erfelijke adel onder het Verenigd Koninkrijk der Nederlanden. Hij trouwde in 1803 met Henriette d'Anckerhielm (1780-1842) en hertrouwde in 1843 met Henriette Mouriau de Meulenacker (1797-1885). Hij en zijn familie waren ook na 1830 nog trouw aan Oranje. Als officier, stelde hij zich oktober 1830, na een eervol ontslag uit het Nederlandse leger, ter beschikking van de Belgische voorlopige regering. Op 21 april 1831 werd hij bevorderd tot divisiegeneraal en op 16 juni van dat jaar kreeg hij het commando opgedragen over het Leger van Vlaanderen, in welke hoedanigheid hij het Belgische grondgebied verdedigde in de Tiendaagse Veldtocht. Hij werd op 18 juli 1842 gepensioneerd. Zijn eerste echtgenote en zijn zoon Léon overleden in Echt (Nederland). Zijn zoon Polydor-Auguste, een officier van het Nederlands-Indisch leger, overleed in 1833 in Sumatra in een duel.
  - Thomas-Joseph-Gillain-Léon de Wautier (Hofstade, 22 oktober 1804 - Echt, 1843) trouwde met Florence Brocal (°1805), dochter van de burgemeester van Namêche.
    - Camille de Wautier (1836-1874) was burgemeester van Namêche. Met hem doofde deze tak van de familie de Wautier uit.